# Gujana Holenderska
Gujana Holenderska – holenderska kolonia istniejąca w latach 1600–1975 w Ameryce Południowej.
Pierwsze holenderskie osiedla powstały na terenie Gujany w 1600 roku. 31 lipca 1667 roku zawarto pokój w Bredzie, który przyniósł Holendrom kilka zmian w Akcie Nawigacyjnym. W zamian za utratę Nowego Amsterdamu Holendrzy pozyskali potwierdzenie międzynarodowe władzy nad Gujaną Holenderską. Brytyjczycy kontynuowali jednak przygotowania do odzyskania pozycji mocarstwa na morzu. W 1718 roku Wielka Brytania zajęła obszar obecnej Gujany i w roku 1814 ostatecznie potwierdziła tę własność tworząc kolonię, Gujanę Brytyjską. Gujana Holenderska ogłosiła niepodległość jako Surinam 25 listopada 1975 roku.